# Grupa Operacyjna 1001. Nocy
Grupa Operacyjna 1001. Nocy (niem. Kampfgruppe 1001 Nächte) – niemiecka formacja wojskowa z okresu II wojny światowej. Została sformowana wiosną 1945 roku, walczyła na froncie Odry, gdzie została niemal całkowicie zniszczona. Nazwa pochodzi od Księgi tysiąca i jednej nocy, zbioru arabskich legend, jednak przyczyna, dla której ją wybrano, jest nieznana.

## Historia
Grupa Operacyjna 1001. Nocy została sformowana na bazie oddziałów, które wcześniej pełniły służbę strażniczą przy wyrzutniach rakiet V-2. Niemieckie dowództwo uznawało to zadanie za bardzo istotne, dlatego do jednostek takich kierowani byli najlepsi żołnierze wyselekcjonowani spośród weteranów jednostek pancernych. Pod koniec wojny formacje te zostały przerzucone na wschód w desperackiej próbie powstrzymania naporu Armii Czerwonej.
W początkach marca 1945 roku generał piechoty Theodor Busse, dowódca niemieckiej 9. Armii zdecydował się sformować elitarną formację przeciwpancerną, która miała pełnić funkcję „straży pożarnej” i zamykać nieprzyjacielskie wyłomy w liniach obronnych. Za podstawę planowanej jednostki posłużyły trzy kompanie dawnych strażników V-2, trzy przeciwpancerne kompanie szkoleniowe niszczycieli czołgów należące do 560 Batalionu Niszczycieli Czołgów SS pod dowództwem SS-Sturmbannführera Wösta, kompania dział szturmowych z 27 Dywizji Grenadierów SS oraz kilka mniejszych pododdziałów. Dowódcą został bohater wojenny Gustav-Adolf Blancbois, kawaler Krzyża Rycerskiego, którym został odznaczony za uratowanie 15-20 000 niemieckich żołnierzy, którzy zostali otoczeni pod Bobrujskiem podczas Operacji Bagration.
Grupę operacyjną podzielono na trzy formacje bojowe które, utrzymując arabską stylistykę nazwano Suleika, Harem i Sultan.
Po sformowaniu jednostka liczyła ok. 500 żołnierzy i 44 niszczyciele czołgów.
Jednostka weszła do boju 16 kwietnia, kiedy to razem z 25 Dywizją Grenadierów Pancernych i 111 Szkolną Brygadą Dział Szturmowych wspierała 606 Dywizję Piechoty w obronie Wriezen. Po walce siła Grupy Operacyjnej spadła do 18 pojazdów i 50 żołnierzy.
Po raz kolejny jednostka została użyta w walce 27 marca, kiedy to przeprowadziła okupiony ciężkimi stratami nocny kontratak na radziecki przyczółek niedaleko miasta Genschmar.
W następnych dniach hitlerowcom udało się naprawić część uszkodzonych pojazdów, ponadto Grupa Operacyjna została wzmocniona kompanią spadochroniarzy z 600 Batalion Strzelców Spadochronowych SS. Była to tzw. Begleit-Kompanie, czyli oddział ochrony dowództwa.
Jednostka brała udział w bitwie o wzgórza Sellow (16 kwietnia 1945 – 2 maja 1945 roku), po czym została rozwiązana niedaleko Münchebergu. Dowódca Oberstleutnant Blancbois przedarł się na zachód, po czym poddał się Amerykanom. Zmarł 15 stycznia 1993 roku.

## Dowódcy
- Oberstleutnant Gustav-Adolf Blancbois
  - Sturmbannführer Wöst – grupa Suleika

## Skład
- Kampfgruppe Stab (sztab)
- Grupa Suleika
  - SS-Jagdpanzer-Abteilung 560 z.b.V. (batalion przeciwpancerny)
    - 3 kompanie niszczycieli czołgów Hetzer, łącznie 44 pojazdy
    - kompania 8 dział szturmowych Sturmgeschütz III,
    - kompania z SS-Fallschirmjäger-Bataillon 600
- Grupa Harem
  - Panzer-Aufklärungs-Abteilung Speer (batalion rozpoznania)
    - kompania motocyklistów
    - kompania SdKfz 231
    - pluton przeciwpancerny dział 75 mm PAK 97/38
- Grupa Sultan
  - Marschregiment 2 (pułk piechoty)
    - 3 kompanie strzelców